# Глобальне освітлення
Глобальне освітлення (англ. Global illumination — GI) або непряме освітлення (англ. Indirect illumination) — це загальна назва для групи алгоритмів, що використовуються в тривимірній графіці, які призначені для більш реалістичної імітації світла 3D сцени.
Такі алгоритми враховують не лише пряме світло (англ. Direct illumination), що надходить безпосередньо від джерела світла, але також і відбиті промені світла від інших поверхонь об'єктів сцени.
Глобальне освітлення вимагає застосування алгоритмів, які є набагато складнішими, ніж алгоритми локального освітлення, але дозволяє отримати значно більший ступінь реалізму.

## Методи візуалізації (алгоритми) які реалізують глобальне освітлення
| Метод                                          | Опис/Примітки |
| ---------------------------------------------- | --- |
| Трасування променів                            | алгоритм, що дозволяє створювати надзвичайно реалістичні зображення. |
| Трасування шляху                               | алгоритм, що використовує метод Монте-Карло |
| Метод фотонних карт                            | алгоритм складається з трьох частин: трасування фотонів, побудови фотонної карти і збору освітленості |
| Lightcuts                                      | Multidimensional Lightcuts, Bidirectional Lightcuts |
| Point Based Global Illumination                | |
| Radiosity                                      | алгоритм, що використовує метод скінченних елементів |
| Metropolis light transport                     | використовує Алгоритм імітації відпалу |
| Spherical harmonic lighting                    | |
| Ambient occlusion                              | |
| Voxel-based Global Illumination (VXGI)         | метод для воксельних моделей |
| Light Propagation Volumes Global Illumination  | алгоритм для того, щоб приблизно досягти глобального освітлення (GI) у режимі реального часу. Він використовує решітки та сферичні гармоніки (SH), щоб представити просторове і кутове поширення світла у сцені |
| Deferred Radiance Transfer Global Illumination | |
| Deep G-Buffer based Global Illumination        | |